# Principio del mínimo de Pontriaguin
El Principio del mínimo (máximo) de Pontriaguin se utiliza en la teoría de control óptimo para encontrar el mejor control posible para llevar a un sistema dinámico de un estado a otro, especialmente en la presencia de restricciones para los controles de estado o de entrada. Fue formulado en 1956 por el matemático ruso Lev Pontriaguin y sus alumnos. Tiene como un caso especial la ecuación de Euler-Lagrange del cálculo de variaciones.
El principio establece de manera informal que el hamiltoniano debe minimizarse (maximizarse) sobre {\displaystyle {\mathcal {U}}}, el conjunto de todos los controles permisibles. Si {\displaystyle u^{*}\in {\mathcal {U}}} es el control óptimo para el problema, entonces el principio establece que:
{\displaystyle H(x^{*}(t),u^{*}(t),\lambda ^{*}(t),t)\leq H(x^{*}(t),u,\lambda ^{*}(t),t),\quad \forall u\in {\mathcal {U}},\quad t\in [t_{0},t_{f}]}
donde {\displaystyle x^{*}\in C^{1}[t_{0},t_{f}]} es la trayectoria y el estado óptimo {\displaystyle \lambda ^{*}\in BV[t_{0},t_{f}]} es el óptimo co-estado de la trayectoria.
El resultado primero se aplicó con éxito en los problemas de tiempo mínimos cuando se ve limitado el control de entrada, pero también puede ser útil en el estudio de problemas con restricciones de estado.
Condiciones especiales para el hamiltoniano también se pueden derivar. Cuando el tiempo final {\displaystyle t_{f}} es fijo y el hamiltoniano no depende explícitamente del tiempo {\displaystyle \left({\tfrac {\partial H}{\partial t}}\equiv 0\right)} , a continuación:
{\displaystyle H(x^{*}(t),u^{*}(t),\lambda ^{*}(t))\equiv \mathrm {constant} \,}
y si el tiempo final es libre, entonces:
{\displaystyle H(x^{*}(t),u^{*}(t),\lambda ^{*}(t))\equiv 0.\,}
A continuación se dan las condiciones más generales sobre el control óptimo.
Una vez satisfecho lo largo de una trayectoria, el principio de mínimo de Pontryagin es una condición necesaria para un óptimo. La ecuación de Hamilton-Jacobi-Bellman proporciona una condición necesaria y suficiente para un grado óptimo, pero esta condición debe ser satisfecha sobre la totalidad del espacio de estado.

## Maximización y minimización
El principio fue conocido como principio del máximo de Pontryagin y su prueba se basa históricamente en la maximización del hamiltoniano. La aplicación inicial de este principio fue a la maximización de la velocidad terminal de un cohete. Sin embargo, ya que se utilizó posteriormente en su mayoría para la minimización de un índice de rendimiento que aquí se ha denominado como el principio de mínima. El libro de Pontryagin resolvió el problema de minimizar un índice de eficacia.

## Notación
En lo que sigue vamos a hacer uso de la siguiente notación. 
{\displaystyle \Psi _{T}(x(T))={\frac {\partial \Psi (x)}{\partial T}}|_{x=x(T)}\,}
{\displaystyle \Psi _{x}(x(T))={\begin{bmatrix}{\frac {\partial \Psi (x)}{\partial x_{1}}}|_{x=x(T)}&\cdots &{\frac {\partial \Psi (x)}{\partial x_{n}}}|_{x=x(T)}\end{bmatrix}}}
{\displaystyle H_{x}(x^{*},u^{*},\lambda ^{*},t)={\begin{bmatrix}{\frac {\partial H}{\partial x_{1}}}|_{x=x^{*},u=u^{*},\lambda =\lambda ^{*}}&\cdots &{\frac {\partial H}{\partial x_{n}}}|_{x=x^{*},u=u^{*},\lambda =\lambda ^{*}}\end{bmatrix}}}
{\displaystyle L_{x}(x^{*},u^{*})={\begin{bmatrix}{\frac {\partial L}{\partial x_{1}}}|_{x=x^{*},u=u^{*}}&\cdots &{\frac {\partial L}{\partial x_{n}}}|_{x=x^{*},u=u^{*}}\end{bmatrix}}}
{\displaystyle f_{x}(x^{*},u^{*})={\begin{bmatrix}{\frac {\partial f_{1}}{\partial x_{1}}}|_{x=x^{*},u=u^{*}}&\cdots &{\frac {\partial f_{1}}{\partial x_{n}}}|_{x=x^{*},u=u^{*}}\\\vdots &\ddots &\vdots \\{\frac {\partial f_{n}}{\partial x_{1}}}|_{x=x^{*},u=u^{*}}&\ldots &{\frac {\partial f_{n}}{\partial x_{n}}}|_{x=x^{*},u=u^{*}}\end{bmatrix}}}

## Declaración formal de las condiciones necesarias para el problema de minimización
Aquí se muestran las condiciones necesarias para la minimización de un funcional. Tomar {\displaystyle x} siendo el estado del sistema dinámico con el aporte {\displaystyle u}, de tal forma que 
{\displaystyle {\dot {x}}=f(x,u),\quad x(0)=x_{0},\quad u(t)\in {\mathcal {U}},\quad t\in [0,T]}
donde {\displaystyle {\mathcal {U}}} es el conjunto de controles admisibles y T es el terminal (es decir, final) de tiempo del sistema. El control {\displaystyle u\in {\mathcal {U}}} debe ser elegido para todos {\displaystyle t\in [0,T]} para minimizar el funcional objetivo {\displaystyle J} que se define por la aplicación y puede ser extraída como:
{\displaystyle J=\Psi (x(T))+\int _{0}^{T}L(x(t),u(t))\,dt}
Las restricciones en la dinámica del sistema se pueden colindaban al lagrangiano {\displaystyle L} mediante la introducción de variables en el tiempo multiplicador de Lagrange vectorial {\displaystyle \lambda }, Cuyos elementos son llamados los costates del sistema. Esto motiva la construcción del Hamiltoniano H definida para todo {\displaystyle t\in [0,T]} por:
{\displaystyle H(\lambda (t),x(t),u(t),t)=\lambda '(t)f(x(t),u(t))+L(x(t),u(t))\,}
donde {\displaystyle \lambda '} es la transpuesta de {\displaystyle \lambda }.
Principio establece mínimos de Pontryagin que la trayectoria estado óptimo {\displaystyle x^{*}} , Control óptimo {\displaystyle u^{*}} Y correspondiente multiplicador de Lagrange vector {\displaystyle \lambda ^{*}} debe minimizar el hamiltoniano H de modo que
{\displaystyle (1)\qquad H(x^{*}(t),u^{*}(t),\lambda ^{*}(t),t)\leq H(x^{*}(t),u,\lambda ^{*}(t),t)\,}
para todo tiempo {\displaystyle t\in [0,T]} y para todas las acciones de control permisibles {\displaystyle u\in {\mathcal {U}}}. También debe darse que
{\displaystyle (2)\qquad \Psi _{T}(x(T))+H(T)=0\,}
Adicionalmente, las ecuaciones de coestado
{\displaystyle (3)\qquad -{\dot {\lambda }}'(t)=H_{x}(x^{*}(t),u^{*}(t),\lambda (t),t)=\lambda '(t)f_{x}(x^{*}(t),u^{*}(t))+L_{x}(x^{*}(t),u^{*}(t))}
debe ser satisfecha. Si el estado final {\displaystyle x(T)} no es fijo (es decir, su variación diferencial no es cero), debe también ser que los costates terminales son tales que
{\displaystyle (4)\qquad \lambda '(T)=\Psi _{x}(x(T))\,}
Estas cuatro condiciones en (1) - (4) son las condiciones necesarias para un control óptimo. Tenga en cuenta que (4) sólo se aplica cuando {\displaystyle x(T)} está libre. Si se fija, a continuación, esta condición no es necesaria para una óptima.